# Stereomera pusilla
Stereomera pusilla is een keversoort uit de familie bladsprietkevers (Scarabaeidae). De wetenschappelijke naam van de soort is voor het eerst geldig gepubliceerd in 1905 door Arrow.